# Paul Hadrossek
Paul Hadrossek (* 12. Mai 1912 in Guttentag; † 18. November 1971 in München) war ein deutscher römisch-katholischer Theologe und Priester.

## Leben
Nach der Priesterweihe 1937 in Breslau und der Promotion bei Richard Egenter zum Dr. theol. am 21. Mai 1949 an der Universität München begann er 1953 seine Lehrtätigkeit in Königstein im Taunus, zunächst als Vertreter für den Moraltheologen Franz Scholz. 1956 wurde er zum Professor für Moraltheologie und christliche Soziallehre ernannt und gleichzeitig Direktor der Ostakademie.

## Schriften (Auswahl)
- Die Bedeutung des Systemgedankens für die Moraltheologie in Deutschland seit der Thomas-Renaissance. München 1950, OCLC 1043405110.
- Kardinal Bertram, Erzbischof von Breslau. Ansprachen Sr. Eminenz und Beiträge. Augsburg 1955, OCLC 174800886.
- Aktuelle Ostprobleme. Zehn Jahre Ostakademie Königstein. Königstein im Taunus 1966, OCLC 12653214.
- Stand und Kritik der rechtstheoretischen Diskussion zum natürlichen Recht auf die Heimat. Köln 1969, OCLC 68830580.